# Rhenlandsmassakrerna

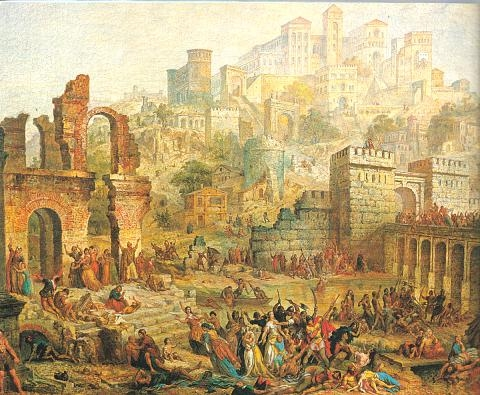
Rhenlandsmassakrerna

Rhenlandsmassakrerna, även kända som 1096 års tyska korståg  eller Gzerot Tatnó (hebreiska: גזרות תתנ"ו, "Ediktet 4856"), var en serie pogromer på judar utförda av franska och tyska kristna mobbar i Rhenlandet under folkkorståget 1096, eller år 4856 enligt den hebreiska kalendern. Dessa massakrer har kallats för den första av pogromer som från och med denna tidpunkt och framåt då och då förekom i Europa och som kulminerade med förintelsen under andra världskriget.
Massakrerna utbröt i en atmosfär av religiös intensitet under första korståget då pilgrimer och korsfarare uppmuntrades av fanatiker som Peter Eremiten och Emicho. De judiska kvarteren i Speyer, Worms och Mainz attackerades och omkring tvåtusen personer mördades. 